# François-Xavier Maroy Rusengo

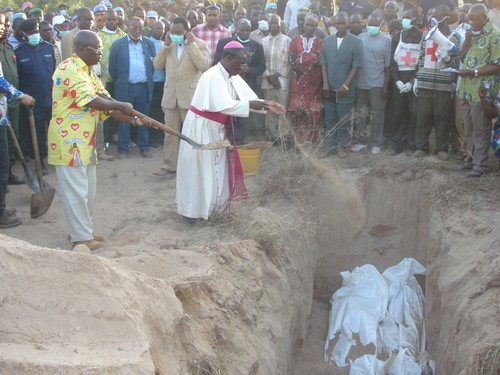
François-Xavier Maroy Rusengo (2010)

François-Xavier Maroy Rusengo (* 1. September 1956 in Bukavu) ist Erzbischof von Bukavu.

## Leben
Der Erzbischof von Bukavu, Aloys Mulindwa Mutabesha Mugoma Mweru, weihte ihn am 19. August 1984 zum Priester. Papst Johannes Paul II. ernannte ihn am 22. November 2004 zum Titularbischof von Thucca in Mauretania und Weihbischof in Bukavu. 
Der Apostolische Nuntius in der Demokratischen Republik Kongo, Giovanni d’Aniello, spendete ihm am 16. Januar des nächsten Jahres die Bischofsweihe; Mitkonsekratoren waren Frédéric Kardinal Etsou-Nzabi-Bamungwabi CICM, Erzbischof von Kinshasa, und Charles Kambale Mbogha AA, Erzbischof von Bukavu.
Am 26. April 2006 wurde er zum Erzbischof von Bukavu ernannt und am 18. Juni desselben Jahres in das Amt eingeführt.